# Rotiferophthora humicola
Rotiferophthora humicola är en svampart som upptäcktes och beskrevs av George Barron 1991. Rotiferophthora humicola ingår i släktet Rotiferophthora och familjen Cordycipitaceae. Inga underarter finns listade i Catalogue of Life.